# Palatset (Almqvist)
Palatset är en novell av Carl Jonas Love Almqvist. Den ingår i band IX av den så kallade duodesupplagan av Törnrosens bok, vilket utkom 1838. Novellens jagberättare är Richard Furumo, som redogör för sin vistelse i England, där han möter en japansk adelsman och dennes två döttrar. Stilen har fått flera att associera till E.T.A. Hoffmann. Till de intressanta inslagen hör de repliker som skall föreställa japanska, men med all sannolikhet är helt och hållet påhittade av Almqvist.